# Cernograd
Cernograd (în bulgară Черноград) este un sat în Obștina Aitos, Regiunea Burgas, Bulgaria.

## Demografie
Componența etnică a satului Cernograd
     Bulgari (15,37%)
     Romi (10,92%)
     Turci (69,25%)
     Nicio identificare (4,44%)
La recensământul din 2011, populația satului Cernograd era de 540 locuitori. Din punct de vedere etnic, majoritatea locuitorilor (69,25%) erau turci, existând și minorități de bulgari (15,37%) și romi (10,92%). Pentru 4,44% din locuitori nu este cunoscută apartenența etnică.